# Lenka Žižková
Lenka Žižková (* 26. února 1947 Krnov) je teoretičkou a odbornou publicistkou zabývající se oborem designu a kultury bydlení, odbornou manažerkou a vysokoškolskou pedagožkou. Vzhledem k tomu, že design musel až do druhého desetiletí 21. století usilovat v České republice o své etablování, patří svou činností Lenka Žižková mezi výrazné průkopníky oboru.

## Profesní životopis
Po absolvování matematicko-fyzikální větve Střední všeobecně vzdělávací školy v Krnově (1960–1964) studovala na Filosofické fakultě (dnes MU) v Brně (1965–1970). V letech 1970–1972 mimořádné studium na Fakultě architektury VUT Brno. V letech 1980–1982 studovala na Helsinské univerzitě obor finština. V létech 1982–1984 pak mimořádně na Aalto University, Atkkitehtiosasto TKK (FA Technické univerzity, Onaniemi, Espoo, Finsko) obor teorie designu a architektury.
V letech 1968–1972 pracovala v Útvaru hlavního architekta v Brně jako projektová specialistka. V letech 1972–1986 byla zaměstnána ve Výzkumném ústavu výstavby a architektury (výzkumná pracovnice – Kabinet sociologie bydlení, Kabinet osídlení a urbanismu, Kabinet venkovského osídlení, Kabinet teorie architektury). V letech 1986–1992 byla zástupkyní šéfredaktora, po roce 1989 šéfredaktorkou časopisu Domov. V letech 1989–1993 se stala zakladatelkou a ideovou mluvčí umělecké skupiny textilních výtvarníků Žararaka. V roce 1992 ji MK ČR jmenovalo ředitelkou Krásné jizby ÚLUVu, zrušené roku 1995. V roce 1993 byla zakladatelkou Design studia a galerie G 365. V letech 1995–1998 byla šéfredaktorkou časopisu Bydlení. Roku 1999 se stala spoluzakladatelkou projektů a výstav Přehlídka českého a zahraničního designu jako doprovodného programu komplexu výstav „Art & interior“, ve Veletržním paláci Národní galerie v Praze. V letech 2005–2007 byla náměstkyní ředitele a vedoucí galerie a pražského pracoviště Design centra České republiky. Roku 2008 po zrušení Design centra ČR založila odborný Design Cabinet CZ a byla jeho ředitelkou jako nadačního programu Nadace pro rozvoj architektury a stavitelství. Design Cabinet CZ přešel pod jejím vedením do podoby zapsaného spolku v roce 2019. V roce 2008 se stala zakladatelkou soutěže Národní cena za studentský design (navazující na soutěž Vynikající výrobek roku a Studentský design pořádané Design centrem ČR).

## Pedagogická činnost
- Pedagogická fakulta UK v Praze, předmět Bytová kultura (2002–2007)
- Fakulta architektury TUL v Liberci, předmět Teorie a dějiny designu (2003–2005)
- Fakulty textilní TUL v Liberci, Kapitoly z designu (2009)
- Fakulta umění a designu UJEP v Ústí nad Labem, předmět Bytová kultura a Teorie a dějiny designu (2005–2021)
- Fakulta architektury ČVUT v Praze, předmět Nauka o designu III (od 2010)

## Výběrová bibliografie
- Psychologické a sociologické kvality architektonického prostoru, Prostory a zařízení volného času, Parter v centru velkého města, Parter v nových obytných souborech in Procházka Vítězslav, Žižková Lenka: Urbanistický parter, Praha, VÚVA, 1981, str. 9 – 33, 52 – 64, 71 – 74, 75 - 80
- Design ve Finsku, díl I., ÚBOK/Malé studie, svazek XXVI, Praha, 1985, str. 1 – 57
- Design ve Finsku II., díl A, díl B, ÚBOK/Malé studie, svazek XXVIII, Praha, 1986, str. 1 – 234
- Design ve Finsku III, díl A, díl B, ÚBOK/Malé studie, svazek XXXI, Praha, 1987, str. 1 – 166
- Žararaka textilní studio, in Žararaka, katalog, Praha, 1990, str. 1
- Žararaka v drátovnách, in: ARTŠROT, katalog, PSB, Brezová pod Bradlom, Slovensko, 1990, str. 4
- Český interiér a nábytkový design 1989 – 1999, Žižková Lenka, Fišer Jan, Koudelková Dagmar, spolupráce Bruthansová Tereza, Praha, Prostor – architektura, interiér, design, o. p. s., 2000
- Katalogy Přehlídek českého a zahraničního designu, art&interior,  2000 – 2006, odborné texty: Krása překližky; Corian – materiál třetího tisíciletí; Nábytek a svítidla z plastu 2000 – 2001; Na vlnách Perspexu; Místo očisty; Léčba corianem; Život v PET-lahvích – PET, náš osud; Ligth  E – Motion; Ex Eco aneb Zanussi Fun; Marcel Breuer – i po sto letech průkopník designu; On The Street; Voda je vzácná tekutina, je to hodnota … rozhovor s Antoniem Citteriem; Vyrobeno v Itálii: sovětský avantgardní nábytek 20. let, společně s G. Albanese; Od valchy po mikročip + Elektrolux design laboratory / historie a budoucnost designu domácích elektrospotřebičů; Schránka pro tělo, duši a vzpomínky (funerální design);
- Katalogy art & decoration 2003 – 2004: Air Polstars; O propláchnutí duše
- Katalogy Office & Life 2004 – 2005: Inspiration Office aneb v kanceláři jako doma; Finský design přináší nadčasová řešení i do kanceláří; Být vpředu znamená vidět budoucnost a vzít si příklad z minulosti.
- Katalogy vydávané Design centrem ČR 2005 – 2007
- Katalogy Nový (z)boží / New G(o)ods! Národní cena za studentský design, od 2008
- vedení webových stránek www.designcabinet.cz a www.studentskydesign.cz, od 2008

## Výběr z tuzemské organizační a kurátorské práce
- Žararaka, Expocentrum Rapid, Praha, 1990
- Artšrot, Chrám panny Marie Sněžné, 1990, Praha
- Art Atelier Liberec, Severočeské muzeum Liberec, 1992, Liberec;
- Templ, Ml. Boleslav – Staré město, 1992;
- Papír – dřevo – odpad – středoevropské dědictví antiky, Galerie antického umění UK, 1993, Hostinné; Galerie mladých U Řečických, 1993, Praha
- Český interiér a nábytkový design 1989 – 1999, I. přehlídka českého designu, art & interior, Veletržní palác NG v Praze, 2000
- Přehlídky českého a zahraničního designu 2000 – 2006, doprovodné programy přehlídek art&interior, Veletržní palác Národní galerie v Praze
- Český nábytkový design 1999 – 2000 určený pro hromadnou výrobu, II. přehlídka českého designu, Veletržní palác NG v Praze, art & interior, 2001
- On The Street (design pro bezdomovce), mezinárodní studentská soutěž (ve spolupráci s mmCité), IV. přehlídka českého designu, art & interior, Veletržní palác NG v Praze, 2003
- Schránka pro tělo, duši a vzpomínky (funerální design), (společně s Romanem Kouckým, Šárkou Malou a Magdou Čtvrtníkovou), V. přehlídka českého designu, art & interior, Veletržní palác NG v Praze 2004
- Design do tmy (design pro zrakově postižené), VI. přehlídka českého designu, art & interior, Muzeum hl. města Prahy, Národní technické muzeum, 2005
- Smyslů plné pohovky pro Sigmunda Freuda – ke 150. výročí jeho narození, Galerie Design centra ČR Praha a Brno, 2006
- Obzory českých textilií, galerie Design centra ČR, Mozarteum, Praha, 2007
- Nový (z)boží! Národní cena za studentský design
- 2008, 2009, 2010, 2011, 2012, 2015, 2016, 2017 Galerie Nadace pro rozvoj architektury a stavitelství, Praha
- Mladí a úspěšní / Příběhy mladého českého designu (1991-2014), Galerie Nadace pro rozvoj architektury a stavitelství, Praha, Praha 2014; Mladí a úspěšní / Příběhy mladého českého designu, FDU LS, Plzeň 2015

## Výběr ze zahraniční organizační a kurátorské práce
- Salone Satellite / Salone Internazionale del Mobile (s AC EXPO) – projekty Na vlnách Perspexu a Léčba corianem, Milán, Itálie 2002
- Talents / Tendence Lifestyle – projekty On The Street a Svítidla a světelné objekty z corianu (s AC EXPO a mmCité), Frankfurt nad Mohanem, Německo, 2003
- Design Beyond Sight / Design do tmy (design pro zrakově postižené): 2005, New York, USA; 2005, Budapešť, Maďarsko; 2006, Cieszyn, Polsko; 2006, Bratislava, Slovensko; 2007 Birminghan, Velká Británie; 2007 Cardiff, Velká Británie; 2007 Edinburgh, Skotsko, Velká Británie
- Couchen voller Sinne – Hommage a Sigmund Freud / Smyslů plné pohovky Sigmunda Freuda, 2006, Vídeň, Rakousko; 2007, Bratislava, Slovensko
- Současný český design, v rámci propagační akce Česká republika – křižovatka Evropy, Peking, Čína, 2007
- New G(o)ods! Czech National Award for Student Design / Nytt Gods! Bästa Pris För Student Design 2008, České centrum / Tjeckista centret, 2009, Stockholm, Šv*édsko; 2009, Design i Reklama, Dom Chudožnika, Moskva, Rusko; 2009 ČC Mnichov, Německo; 2010 New Go(d)s!, ČC Vídeň, Rakousko; 2010 Nový t(o)var! Bratislava, Slovensko; 2010 New Go(o)ds!, Rotterdam, Holandsko; 2011 New Go(o)ds!, ČC Vídeň, Rakousko; 2011 New Go(o)ds!, New York, USA; 2012 New Go(o)ds!, ČC Mnichov, Německo; 2012 New Go(o)ds!, ČC Sofia, Bulharsko; 2012 New Go(o)ds!, ČC Vídeň, Rakousko; 2012 New Go(o)ds!, SCD Bratislava, Slovensko; 2012 Bukurešť, Rumunsko; 2013 Nový (t)ovar!, Bratislava, Slovensko; 2013 New Go(o)ds!, ČC Mnichov, Německo; 2013 New Go(o)ds!,  Helsinki, Finsko; 2013 New Go(o)ds!,Czech design!, Londýn, Velká Británie; 2014 New Go(o)ds!, ČC Vídeň, Rakousko; 2014 ČC Mnichov, 2013 Německo; 2015 New Go(o)ds!, Graz, Rakousko; 2016 New Go(o)ds! ČC Vídeň, Rakousko; 2017 Nový t(o)var, Bratislava, Slovensko; 2017 Nový t(o)var! / New G(o)ods! Kielce, Polsko; 2017 New Go(o)ds! / Stuttgart, Německo; 2017 ČC Vídeň, Rakousko; 2017 New G(o)ods!, Moskva
- The Young & Succesful / The Stories of Young Czech Design, 2015, Mnichov, Německo
- Mladý úspěšný / Príbehy mladého českého dizajnu, 2016, Bratislava, Slovensko
- The Young & Succesful / The Stories of Young Czech Design, 2016, Kielce, Polsko

## Ocenění
- Cena Unesco za publikaci Jak bych chtěl bydlet, VÚVA, pod patronací UNESCO, 1981
- Stříbrný globus (2. místo) za film Město roku 2000?, Festival naučných filmů, Teherán, 1988
- Křišťálový jehlan za nezávislou publicistiku v designu, DC ČR, 1992, ČR
- Zlatá spona IFABO za projekt Home Office, 1997, ČR
- Nejkrásnější česká kniha (3. místo) v kategorii Vědecká a odborná literatura za publikaci Český interiér a nábytkový designu 1989 – 1999, Prostor, 2000, ČR
- Křišťálový jehlan za propagaci designu v projektu Přehlídky českého a zahraničního designu, art & interior, 2002, ČR
- Cena Taurus za projekt Místo očisty, 2002, ČR
- Cena Cersaie za publicistiku o designu, Bologna 2002, Itálie
- Cena děkana Fakulty umění a designu Univerzity Jana Evangelisty Purkyně v Ústí nad Labem, 2018, ČR (za dlouholetý přínos oboru Design, za rozvoj české designérské scény, organizaci Národní ceny za studentů design a kontextualizaci designérských realizací studentů Fakulty umění a designu)